# Wilde Rozen

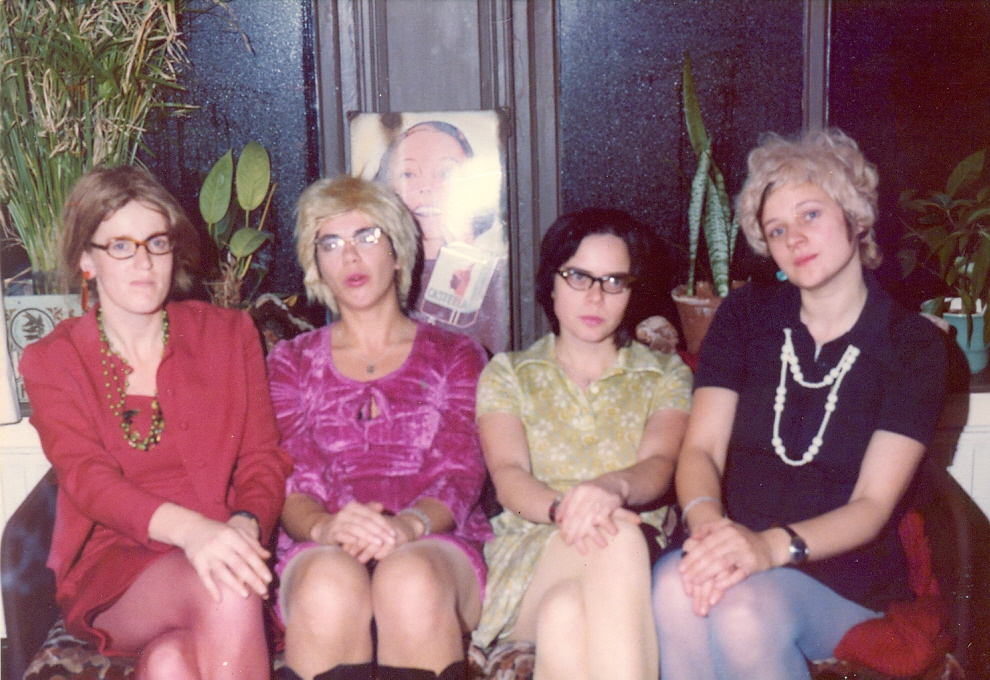
Auteurs Wilde Rozen in 1977.

Wilde Rozen is een romancyclus die tussen 1979 en 1983 door de Damesschrijfbrigade Dorcas, een collectief van vier vrouwen, werd uitgebracht. 

## Damesschrijfbrigade Dorcas
In de zomer van 1976 raakten vier jonge Groningse vrouwen in gesprek over het gemis aan boeken met lesbische vrouwen in de hoofdrol met wie het goed afloopt. Dat soort boeken hadden zij als meisjes graag willen lezen, boeken waar de lezer blij van wordt en niet zo somber als de romanfiguren van Radclyffe Hall, Anna Blaman en Andreas Burnier, die nagenoeg zonder uitzondering een tragisch leven leiden. Spontaan werd het besluit genomen om dan maar samen zelf zo’n boek te schrijven. De naam van het collectief werd Damesschrijfbrigade Dorcas, vernoemd naar het opschrift van een oude kast uit Oost-Groningen, Christelijke Meisjesvereeniging Dorcas.
De leden van dit collectief waren Hanneke Dantuma (1947), Marianne Gossije (1952), Marlite Halbertsma (1947) en Margriet ter Steege (1950). 

## Wilde Rozen
Aanvankelijk bleef het bij één dun boekje, Wilde Rozen, dat in 1979 verscheen bij de Groningse uitgeverij Xeno. In 1980 werd het vervolg onder de titel Minna zet door bij dezelfde uitgeverij uitgebracht, gevolgd door Op eigen wieken in 1981. Deze laatste publicatie bestond uit twee delen, ‘Doortje vindt het geluk’ en ‘Op eigen wieken’. In 1983 werden de losse boekjes gebundeld onder de titel Wilde Rozen, uitgebreid met de toevoeging van een nieuw deel, ‘Gevaarlijke vrouwen’. In 1992 verscheen een tweedelige heruitgave bij de Amsterdamse uitgeverij Furie, Wilde Rozen. Eerste Deel en Wilde Rozen. Tweede Deel. In 2018 bracht de Groningse uitgeverij kleine Uil een geheel herziene complete heruitgave in één band uit, ook als e-boek verkrijgbaar. In deze editie is een nawoord opgenomen van letterkundige Erica van Boven.
De romancyclus Wilde Rozen beschrijft vier generaties vrouwen, te beginnen met dokter Jet die na omzwervingen in Lausanne en Parijs vlak na de Eerste Wereldoorlog met onderwijzeres Fokje in Groningen het geluk vindt. Het tweede deel beschrijft hoe Jets nichtje Minna haar liefdesleven weet te verbinden met de politieke strijd in het Berlijn van de jaren dertig, in de Spaanse Burgeroorlog en in het Groningse verzet tijdens de bezetting. In het derde deel beperkt de handeling zich tot het Groningen van de Wederopbouw, waar Minna’s nichtje Doortje als verpleegster carrière maakt in het ziekenhuis en na de nodige verwikkelingen gaat samenwonen met haar collega Nel. In het laatste deel, ‘Gevaarlijke vrouwen’ spelen de twee nichtjes van Doortje de hoofdrol, de tweeling Annelies en Joke. Zij maken in de jaren zeventig van alles mee in de Groningse vrouwenbeweging, van kraakpanden tot vrouwencommunes, om alsnog te besluiten als zusjes bij elkaar te blijven.

## Auteurs
Zoals in Wilde Rozen de literaire genres van damesroman, emancipatieroman, familieroman, kasteelroman, Bouquetreeks en meisjesboek werden gecombineerd, waren de auteurs ook in andere kunstdisciplines actief. Dantuma, Ter Steege en Halbertsma waren in 1973 lid van de cabaretgroep De Potpourri’s (1973); Dantuma en Halbertsma maakten deel uit van een groep vrouwen die door het land reisden met feministische performances (Hortensia, 1978-1979) en
Dantuma speelde basgitaar in de vrouwenband Wonder Woman (1979-1981). Ter Steege bewerkte het blijspel En ik dan van Annie M.G. Schmidt tot Zuivere Sappho, bezet met louter lesbische personages en in Groningen opgevoerd in 1983 en 1986. 